# 김한길
김한길(金한길, 1953년 9월 17일~)은 대한민국의 소설가, 정치인이다. 제15·16·17·19대 국회의원과 김대중 정부의 문화관광부 장관을 역임하였다.

## 생애
본관은 김녕이며, 1953년 9월 17일 일본 도쿄도에서 아버지 김철과 어머니 윤초옥 사이에서 태어났다. 부모는 함경북도 출신이다. 7세 때 부모와 함께 대한민국에 귀국하였고 서울덕수초등학교를 다녔다. 1976년 건국대학교 정치외교학과를 졸업하였다. 중앙여자고등학교에서 잠시 교편을 잡았다가 1981년에 소설 《바람과 박제》가 문학사상에서 소설부문 신인상을 수상하여 등단했다. 미국으로 건너가 한국일보와 중앙일보에서 기자와 지사장을 지냈다. 귀국한 후에는 강원룡 방송위원장을 보좌하며 기획국장, 사무총장 서리를 역임했다. 방송위 재직 당시에 신문에 '여자의 남자'를 연재하며 소설가로 활동했다.
1988년 발표한 조영남의 '화개장터'를 작사하였다. 1993년부터 MBC의 《김한길과 사람들》을 진행하며 방송 활동을 했다. 1992년 제14대 총선에 동작구 을에 통일국민당 소속으로 출마하였으나 낙선하였다. 이후 제14대 대선에 출마한 정주영의 공보특별보좌관을 맡아 홍보 전략을 총괄했다. 1995년 6월 10일 배우 최명길과 결혼하여 2남을 두었다. 1996년 제15대 총선에 새정치국민회의 전국구 의원으로 출마하여 당선됐고 이듬해에 대선에 출마한 김대중 후보의 홍보와 TV 토론을 총괄했다.  1998년에 김대중 정부가 출범하자 청와대 정책기획수석비서관과 문화관광부 장관을 지내며 일본문화개방, 김대중-오부치 공동선언('21세기 새로운 한일파트너십 공동선언) 기획, 문화콘텐츠진흥원 설립, 한국문학번역원 설립 등을 주도했다. 일본의 역사교과서 왜곡 논란 당시에는 도야마 아츠코 일본 문부과학상과 장관 회담을 통해 교과서 재수정을 요구하기도 했다.
17대 국회 전반기 건설교통위원장을 지냈고, 국회 신행정수도후속대책특위 위원장을 역임하며 정부기관 세종시 이전 작업의 밑그림을 그렸다. 2006년에는 산업자원부 장관으로 나간 정세균 의원의 후임으로 열린우리당 원내대표에 선출돼 노무현 정부의 여당을 이끌었다.  이듬해 2007년에 친노패권주의와 운동권 중심 정치에 반발해 당내 중도-보수성향 의원들(김한길계)과 탈당하고 중도개혁통합신당을 창당한 후 대표로 취임하기도 했다. 이후 중도개혁통합신당은 중도통합민주당, 민주통합당 등으로 이어졌다. 2008년 1월 6일 대선 패배에 대한 책임을 자임하며 "노무현 프레임 극복의 필요성을 강조하며 서민과 중산층을 위한 정치가 실패한 데 대한 책임을 지겠다."고 선언하고, 제18대 총선에 불출마할 것을 약속했다.
2012년 4월 11일에 열린 제19대 총선에 출마하여 광진구 갑에서 당선되었다. 2012년 6월 9일 실시된 민주통합당 전당대회에서 8명의 후보 중 근소한 차이로 2위(1위 이해찬)를 하여 최고위원에 선출됐다. 이후 이해찬 민주통합당 대표는 18대 대선 실패에 책임을 지고 사퇴했다. 2013년 5월 4일 실시된 민주당 전당대회에서 대표로 선출되었다. 다음해 3월 26일에 안철수가 이끄는 새정치연합과 합당한 후 새정치민주연합의 공동대표에 취임했다. 2014년 7·30 재보궐선거에 패배한 책임을 지고 안철수와 함께 동반사퇴하였다. 2016년 1월 3일 친문패권주의에 반대한다는 선언을 발표하고 더불어민주당을 탈당했다.
더불어민주당을 탈당한 후 국민의당에 합류하였다. 하지만 2016년 3월 17일 20대 총선에서 야권 연대가 무산된 책임을 지고 이번 총선에 불출마하겠다고 선언하였다. 이후 국민의 당에서 바른미래당, 민생당으로 자연히 당적이 승계되었으나 정당 활동을 하지 않았고, 2022년 8월 공식 탈당했다.
2018년 10월, 폐암 4기 선고를 받고 투병 중인 사실이 뒤늦게 알려졌다.
2021년 11월 윤석열 캠프의 새시대준비위원회 위원장을 맡았고, 2022년 3월 윤석열이 당선되자 대통령직인수위원회의 국민통합위원장으로 임명되었다. 

## 학력
- 1965년 서울덕수국민학교 졸업
- 1968년 대광중학교 졸업
- 1971년 이화여자대학교 사범대학 부속고등학교 졸업
- 1975년 건국대학교 정치외교학과 학사

## 경력
- 대통령직속 국민통합위원회 위원장
- 제20대 대통령직인수위원회 국민통합위원장
- 국민의힘 새시대준비위원회 위원장
- 국민의당 당무위원 겸 전임고문
- 국민의당 당무위원 겸 선거대책위원회 위원장
- 더불어민주당 서울특별시당 광진구 갑 지역위원회 위원장
- 더불어민주당 당무위원 겸 상임고문
- 새정치민주연합 서울특별시당 광진구 갑 지역위원회 위원장
- 새정치민주연합 당무위원 겸 상임고문
- 새정치민주연합 공동대표
- 민주정책연구원 공동이사장
- 민주당 당무위원 겸 대표최고위원
- 민주정책연구원 이사장
- 민주당 서울특별시당 광진구 갑 지역위원회 위원장
- 민주통합당 당무위원 겸 수석최고위원
- 민주통합당 서울특별시당 광진구 갑 지역위원회 위원장
- 중도통합민주당 공동대표 겸 당무위원
- 중도개혁통합신당 당무위원 겸 대표최고위원
- 국회운영위원회 위원장
- 열린우리당 원내대표
- 국회 건설교통위원회 위원장
- 대통령비서실 특별보좌관
- 새천년민주당 서울특별시 지부 구로구 을 지구당위원장
- 새천년민주당 국가전략연구소 원장
- 새천년민주당 총재 비서실장
- 새천년민주당 총선기획단장
- 새천년민주당 선거대책위원회 대변인
- 제7대 문화관광부 장관
- 대통령비서실 정책기획수석비서관
- 새정치국민회의 중앙행정위원
- 새정치국민회의 당무위원 겸 선거대책위원회 대변인
- 건국대학교 국어국문학과 겸임교수
- 통일국민당 당무위원 겸 부대변인
- 통일국민당 서울특별시 지부 동작구 을 지구당위원장
- 민주당 서울특별시 지부 동작구 을 지구당위원장
- 중앙일보 샌프란시스코지사 지사장
- 한국일보 미주지사 기자

## 수상
- 1980년 문학사상 신인상
- 1994년 MBC 방송대상 라디오MC부문 특별상
- 2003년 청조근정훈장
- 2013년 백봉 라용균 선생 기념사업회 백봉신사상

## 방송 출연
- 1993년 불교방송 〈아침저널〉 진행
- 1993년~1996년 MBC TV 〈김한길과 사람들〉 진행
- 1994년 MBC 표준FM 〈MBC초대석 김한길입니다〉 진행
- 2018년~2019년 tvN 〈따로 또 같이〉
- 2019년 채널A 〈어바웃 해피 - 길길이 다시 산다〉

## 저서
- 2011년 에세이 《눈뜨면 없어라》(제3차 개정판)
- 2006년 에세이 《눈뜨면 없어라》(제2차 개정판)
- 2000년 에세이 《김한길의 희망일기》
- 1996년 칼럼집 《아침은 얻어먹고 사십니까》
- 1995년 연재소설 《거기 그녀가 서 있는 걸 보았네》
- 1993년 에세이 《눈뜨면 없어라》 《미국일기》의 제1차 개정판
- 1991년 장편소설 《여자의 남자》(전3권)
- 1989년 장편소설 《낙타는 따로 울지 않는다》
- 1984년 에세이 《미국일기》
- 1981년 단편소설 《바람과 박제》 발표 : 제15회 문학사상 신인발굴작품당선작(소설부문), 단편소설 《세네카의 죽음》 발표
- 1980년 에세이 《대학일기》 발표
- 1978년 에세이 《병정일기》 발표

## 가족
- 아버지: 김철(1926년~1994년)
- 어머니: 윤초옥(1927년~2006년)
  - 형: 김밝힘(1948년~2016년, 기업인)
  - 동생: 김누리(1960년 10월 24일~, 중앙대학교 독어독문학과 교수)
  - 배우자: 최명길(1962년 11월 11일~)
    - 첫째 아들: 김어진(1998년 3월 4일~)
    - 둘째 아들: 김무진(2001년~)

## 역대 선거 결과
|  | 21.81% |

|  | 25.3% |

|  | 35.9% |

|  | 42.74% |

|  | 54.02% |

|  | 52.11% |

## 소속 정당
| 소속 정당 | 소속 정당        | 소속 기간 | 비고           |
| --------- | ---------------- | --------- | -------------- |
|           | 민주당           | 1990~1991 | 정계 입문      |
|           | 민주당           | 1991~1992 | 합당           |
|           | 무소속           | 1992      | 탈당           |
|           | 통일국민당       | 1992~1994 | 입당           |
|           | 무소속           | 1994~1996 | 탈당 정계 은퇴 |
|           | 새정치국민회의   | 1996~2000 | 입당 정계 복귀 |
|           | 새천년민주당     | 2000~2003 | 합당           |
|           | 무소속           | 2003      | 탈당           |
|           | 열린우리당       | 2003~2007 | 창당           |
|           | 무소속           | 2007      | 탈당           |
|           | 중도개혁통합신당 | 2007      | 창당           |
|           | 중도통합민주당   | 2007      | 합당           |
|           | 무소속           | 2007      | 탈당           |
|           | 대통합민주신당   | 2007~2008 | 창당           |
|           | 통합민주당       | 2008      | 합당 정계 은퇴 |
|           | 민주당           | 2008~2011 | 당명 변경      |
|           | 민주통합당       | 2011~2013 | 합당 정계 복귀 |
|           | 민주당           | 2013~2014 | 당명 변경      |
|           | 새정치민주연합   | 2014~2015 | 합당           |
|           | 더불어민주당     | 2015~2016 | 당명 변경      |
|           | 무소속           | 2016      | 탈당           |
|           | 국민의당         | 2016~2018 | 창당           |
|           | 바른미래당       | 2018~2020 | 합당           |
|           | 민생당           | 2020~2022 | 합당           |
|           | 무소속           | 2022~현재 | 탈당           |

## 같이 보기
- 대한민국 제15대 국회의원 선거 새정치국민회의 후보 목록#전국구
- 대한민국 제16대 국회의원 선거 새천년민주당 후보 목록#비례대표
- 구로구 을
- 서울 구로구의 국회의원
- 광진구 갑
- 서울 광진구의 국회의원
- 대한민국의 대통령비서실 수석비서관
- 대한민국의 문화체육관광부 장관